# Chrťany
Chrťany (in ungherese Hartyán, in tedesco Hartian) è un comune della Slovacchia facente parte del distretto di Veľký Krtíš, nella regione di Banská Bystrica.

## Storia
Il villaggio è citato per la prima volta nel 1227 con il nome di Harkyan. Appartenne a numerose famiglie comitali locali (tra le quali gli Aba, i Szécsény e i Balassa). Dal 1554 al 1594 fu occupato dai Turchi. Successivamente appartenne alla Signoria di Divín e, nel XVII secolo, alla Signoria di Modrý Kameň, all'epoca feudo dei potenti conti Balassa. Nel XVII secolo vi venne aperta una miniera di ferro.